# مجمع تشخيص مصلحة النظام
مجمع تشخيص مصلحة النظام أو مجلس تشخيص مصلحة النظام (بالفارسیة: مجمع تشخیص مصلحت نظام) هو أحد أجهزة الحكم في إيران وهو الهيئة الاستشارية العليا له حيث تنص المادة 112 من الدستور الإيراني بأن: " تشكيل مجمع تشخيص مصلحة النظام يتم بأمر من القائد الأعلى للجمهورية الإسلامية لتشخيص المصلحة في الحالات التي يرى مجلس صيانة الدستور الإيراني أن قرار مجلس الشورى الإسلامي يخالف موازين الشريعة والدستور في حين لا يوافق مجلس الشورى الإسلامي الإيراني آخذاً بنظر الاعتبار مصلحة النظام.

## إنشاء المجلس
أقيم للمرة الأولى في عام 1984 في خضم الحرب العراقية الإيرانية من أصحاب الاختصاص لتقديم المشورة للمرشد. ثم أنشئ على الشكل الحالي استجابة لتوجيهات مرشد الثورة روح الله الخميني في 6 فبراير 1988، قبل أن يقونن في التعديل الدستوري الذي جرى الاستفتاء عليه في عام 1990.

## مهام المجمع
تناط بمجمع تشخيص مصلحة النظام ثلاث مهمات:
- أن يكون حكما بين مجلس الشورى الإسلامي (البرلمان) ومجلس صيانة الدستور في حال نشوب أزمة بينهما، وتصبح قراراته بشأن خصومة الهيئتين نافذة بعد مصادقة المرشد الأعلى عليها.
- أن يقدم إلى المرشد الأعلى للثورة (الولي الفقيه) النصح عندما تستعصي على الحل مشكلة ما تتعلق بسياسات الدولة العامة.
- أن يختار في حالة موت المرشد، أو عجزه عن القيام بمهامه بقرار من مجلس الخبراء، عضوا من مجلس القيادة يتولى مهام المرشد حتى انتخاب مرشد جديد.

وتتبع للمجمع لجان خاصة تعمل في مجال السياسة والأمن والثقافة والاقتصاد وغير ذلك.

## عضوية المجمع
يتكون المجمع من 31 عضوا يمثلون مختلف التيارات السياسية الإيرانية. ويعين المرشد الأعلى للثورة أعضاء المجمع الدائمين والمتغيرين ما عدا رؤساء السلطات الثلاث فإنهم ينضمون إلى المجمع بشكل آلي بعد التعديل الجديد الخاص بقانون المجمع. مدة المجمع 5 سنوات، ويلتحق بعض الأعضاء بشكل غير دائم إذا كانت المسائل المطروحة تتعلق بصلاحياتهم كبعض الوزراء، ومنذ 18 مارس/ آذار 1997 يترأس المجمع الرئيس السابق هاشمي رفسنجاني. ترأس هذا المجمع منذ إنشائه الشيخ هاشمي رفسنجاني وهو من الشخصيات البارزة في الثورة الإسلامية في إيران ورئيس سابق للجمهورية الإسلامية التي انبثقت عن تلك الثورة ورئيس سابق لمجلس الشورى الإسلامي الإيراني (البرلمان).